# Декларация Бальфура (1917)

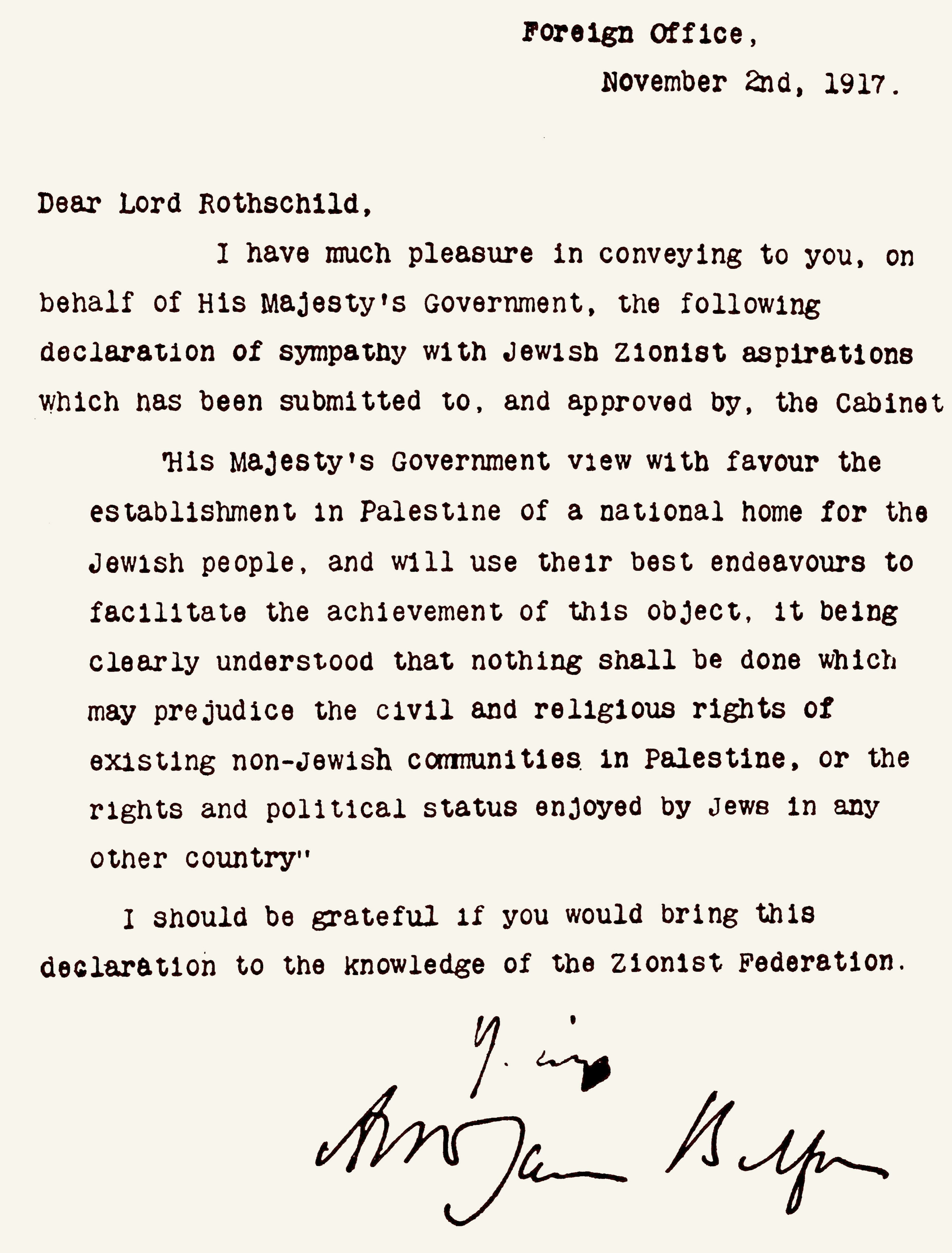
Текст декларации

Декларация Бальфура 1917 года — официальное заявление, содержавшееся в письме от 2 ноября 1917 года министра иностранных дел Великобритании Артура Бальфура одному из лидеров сионизма и главе британской еврейской общины Уолтеру Ротшильду, написанное для передачи Сионистской федерации Великобритании и Ирландии, которое выражало «благосклонность» британского правительства к сионистским устремлениям.

## Содержание
Министерство иностранных дел,
2 ноября 1917 года
Уважаемый лорд Ротшильд.
Имею честь передать Вам от имени правительства Его Величества следующую декларацию, в которой выражается сочувствие сионистским устремлениям евреев, представленную на рассмотрение кабинета министров и им одобренную:
«Правительство Его Величества с одобрением рассматривает вопрос о создании в Палестине национального очага для еврейского народа, и приложит все усилия для содействия достижению этой цели; при этом ясно подразумевается, что не должно производиться никаких действий, которые могли бы нарушить гражданские и религиозные права существующих нееврейских общин в Палестине или же права и политический статус, которыми пользуются евреи в любой другой стране».
Я был бы весьма признателен Вам, если бы Вы довели эту Декларацию до сведения Сионистской федерации.
Искренне Ваш,
Артур Джеймс Бальфур.
Оригинальный текст (англ.)
Foreign Office
November 2nd, 1917
Dear Lord Rothschild,
I have much pleasure in conveying to you. on behalf of His Majesty's Government, the following declaration of sympathy with Jewish Zionist aspirations which has been submitted to, and approved by, the Cabinet
His Majesty's Government view with favour the establishment in Palestine of a national home for the Jewish people, and will use their best endeavors to facilitate the achievement of this object, it being clearly understood that nothing shall be done which may prejudice the civil and religious rights of existing non-Jewish communities in Palestine or the rights and political status enjoyed by Jews in any other country.
I should be grateful if you would bring this declaration to the knowledge of the Zionist Federation.
Yours,
Arthur James Balfour

— Декларация Бальфура от 2 ноября 1917 года

## Цели
По словам Ллойд Джорджа, «…декларация Бальфура не является простым актом милосердия. Следует понять, что речь идет о сделке в обмен… на поддержку евреями всего мира дела союзников».
Среди возможных целей издания декларации назывались:
- Побуждение американской еврейской общины оказать давление на правительство США с целью добиться от него вступления в Первую мировую войну на стороне Антанты[источник не указан 760 дней].
- Попытка оказать давление на российских евреев, с целью предотвратить распространение среди них большевизма и тем самым предупредить выход России из войны.
- Получение Великобританией морального права на контроль над Палестиной после войны. Согласно англо-французской договорённости, предшествовавшей декларации, в центральной Палестине предполагалось создать зону под международным, а не британским контролем[3].

## Арабско-еврейский конфликт
Принятие декларации привело к значительному росту иммиграции евреев. За период с 1919 по 1921 год в Палестину прибыло свыше 18 тыс. еврейских иммигрантов. В первую неделю апреля 1920 года в Иерусалиме вспыхнули беспорядки, в ходе которых были убиты пять евреев и четыре араба и более 200 человек получили ранения. В 1921 году арабы вмешались в столкновения между еврейскими коммунистами и сионистами во время майских демонстраций в Яффе. Беспорядки распространились и на другие части страны, в результате чего погибло 17 евреев и 48 арабов и более 200 человек были ранены. Эти события выявили острые противоречия, порожденные декларацией Бальфура, в которой обещалось создание «национального очага» для еврейского народа без «нарушения гражданских и религиозных прав существующих нееврейских общин в Палестине».

## В дальнейших документах
В феврале 1918 года о своем согласии с «Декларацией» заявила Франция, 9 мая — Италия, 31 августа её одобрил президент США Вильсон, а затем, 30 июня 1922 года, конгресс США.
24 апреля 1920 года на конференции в Сан-Ремо «Декларация Бальфура» была утверждена союзниками как основа послевоенного урегулирования в Палестине, а 24 июля 1922 года включена в текст мандата Великобритании на управление Палестиной, утверждённого Лигой наций. В 1945 году, когда вместо Лиги Наций была создана Организация Объединённых Наций, в её устав вводится статья о сохранении в силе всех мандатов Лиги Наций. Этот принцип был подтверждён и Гаагским международным судом. Таким образом, «Декларация Бальфура» продолжила своё действие и после образования ООН.

## Значение и оценка
Текст декларации Бальфура не содержит упоминания Иерусалима и границ Палестины, которая в те годы не являлась самостоятельной политической, административной или географической единицей. Эта неопределенность стала в дальнейшем источником разночтений в трактовках декларации. 
По мнению историка Ави Шлаима, декларация Бальфура стала «первородным грехом», предопределившим крах политики Британии на Ближнем Востоке.
Согласно опросу общественного мнения, проведённому в конце 2004 года в различных странах мира среди 24 тысяч представителей арабской интеллигенции, имеющих университетские дипломы и активно пользующихся интернетом, декларация Бальфура — «самый ужасный документ уходящего тысячелетия».
Палестинские арабы (палестинцы) считают Декларацию предательством, особенно с учетом обещаний, данных англичанами арабам Оттоманской империи, чтобы заручиться их политической и военной поддержкой во время Первой мировой войны. Существует мнение, что Декларация стала исходным пунктом арабо-израильского конфликта.

## Интересные факты
- «Декларация Бальфура» была опубликована в том же номере газеты «Таймс», где было опубликовано сообщение об Октябрьской революции[12].